# Пиффетти, Пьетро
Пьетро Пиффетти (итал. Pietro Piffetti; 17 августа 1701, Турин — 20 мая 1777, Турин) — итальянский мебельщик, мастер деревянной интарсии.

## Жизнь и творчество
Пиффетти родился в Турине, но его семья была родом из Венеции. После периода ученичества в Риме он вернулся в Турин, где работал главным образом по заказам церквей. Благодаря своему мастерству в 1731 году он получил должность первого придворного краснодеревщика (primo ebanista di corte) короля Сардинии и герцога Савойского Карла Эммануила III.
Под влиянием «пышного стиля» работавшего в Турине архитектора Филиппо Юварры, а иногда и непосредственно используя его рисунки, «Пиффетти создал свой вариант стиля мебели, насыщенной мелким дробным декором, в традициях барокко, но чаще определяемый как итальянское рококо». Пиффетти, подобно знаменитому Андре-Шарлю Булю, использовал для своих интарсий ценные породы дерева, слоновую кость, черепаховый панцирь и перламутр. Бронзовые детали для его мебели изготавливал Ф. Ладатте.
Пиффетти также работал в области сакрального искусства, в 1749 году он создал по поручению Конгрегации ораториев филиппинцев (Congregazione dell’Oratorio dei Padri Filippini), антепендиум, или палиотто, настоящий шедевр, предназначенный для украшения главного алтаря церкви Святого Филиппо Нери в Турине.
После 1870 года герцоги Савойские обставили Квиринальский дворец в Риме мебелью XVIII века, собранной из многих дворцов по всей Италии. Среди этих экспонатов, представляющих особую ценность, есть также «Библиотека Пиффетти», мебель, перенесённая из Виллы делла Реджина в Турине.
Пиффетти считается самым знаменитым мастером-краснодеревщиком Савойи. Город Турин назвал его именем улицу в районе Сан-Донато. В музее Аккорси-Ометто в Турине среди пяти работ Пиффетти хранится грандиозный двойной корпус, подписанный и датированный 1738 годом, инкрустированный редкими породами дерева, слоновой костью и черепаховым панцирем, считающийся шедевром мебельного искусства в стиле рококо.
Муниципальный музей древнего искусства Турина (Museo Civico d’Arte Antica) в Палаццо Мадама хранит двенадцать работ художника, в том числе необычную скамью для молящихся (inginocchiatoio) тройного изгиба с углублением в центре. Весь предмет мебели инкрустирован букетами роз и гирляндами. В верхней части находится Распятие из слоновой кости, опирающееся на деревянный овал, инкрустированный «шахматной доской». В Палаццине Ступиниджи также имеется несколько работ Пиффетти.
Схожий стиль инкрустированной барочно-рокайльной мебели развивал в Неаполе Дженнаро Сарао.

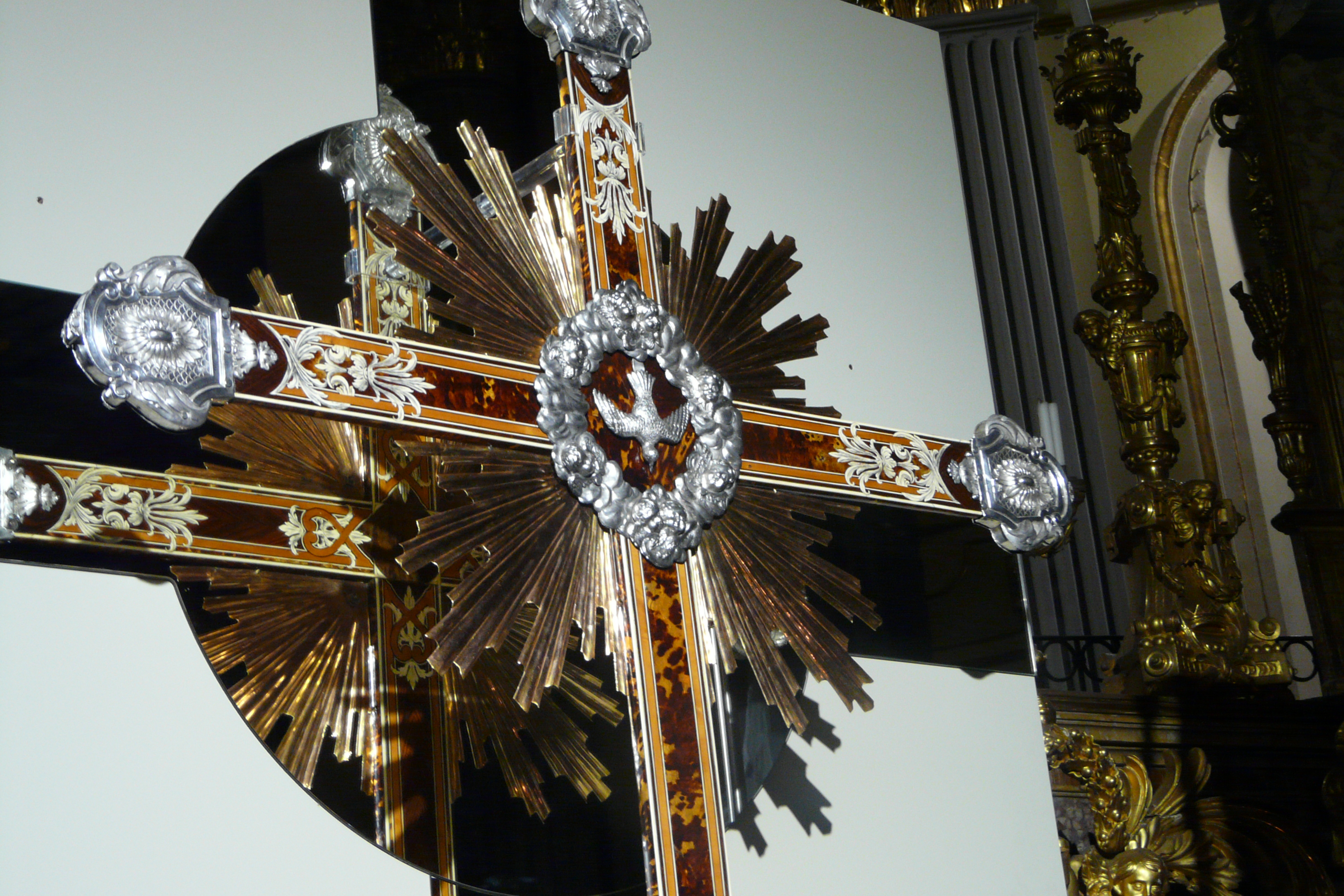
Процессионный крест. Деталь. Церковь Санто-Спирито, Турин
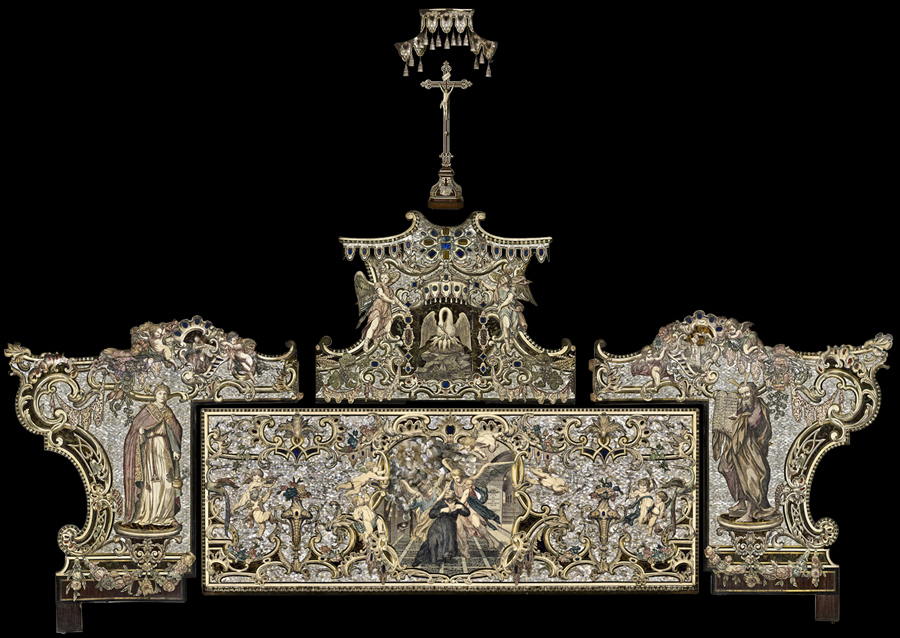
Палиотто (антепендиум) Пиффетти. 1749. Ценные породы дерева, перламутр, слоновая кость, яшма, черепаховый панцирь, лазурит. Международный музей прикладного искусства, Турин
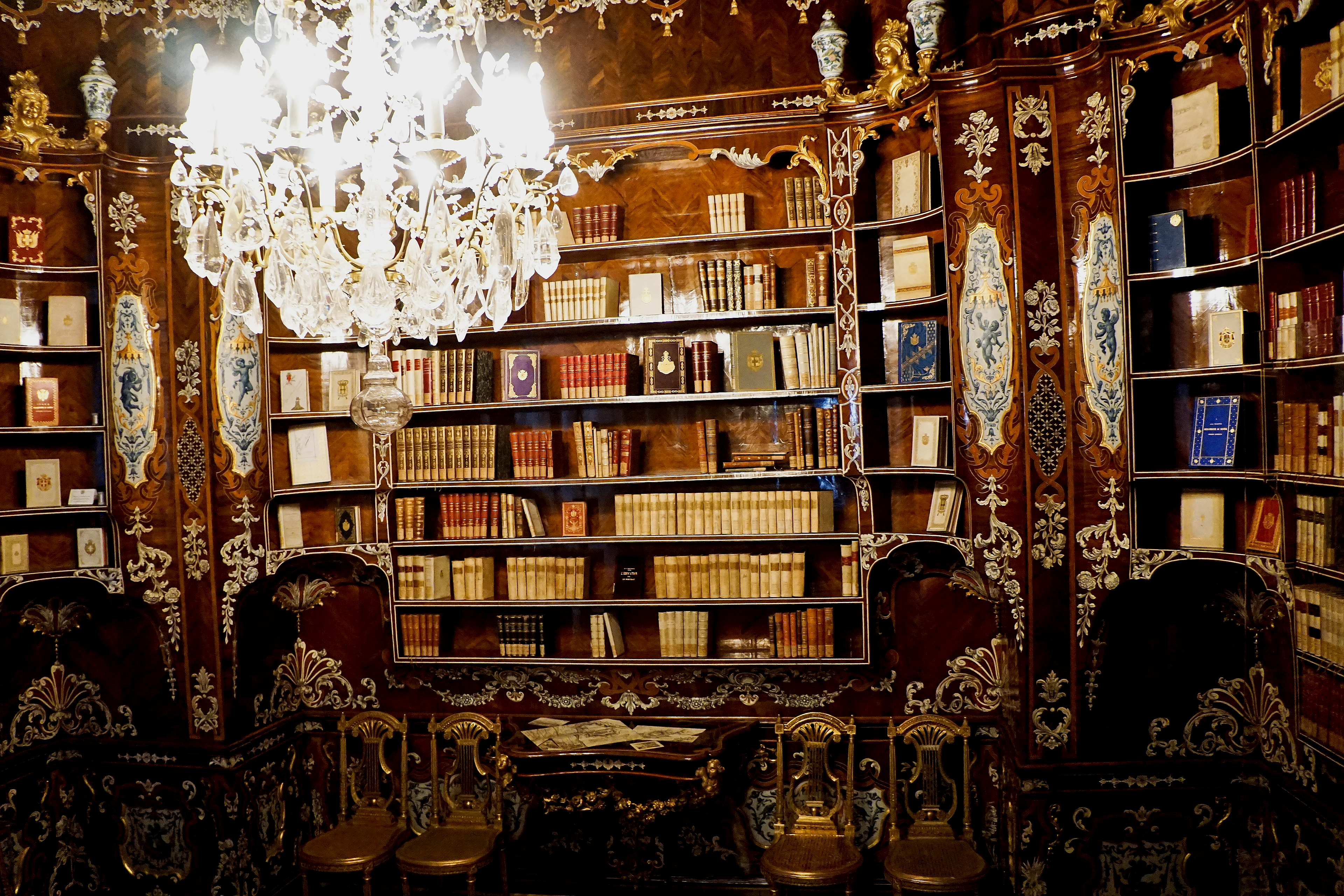
«Библиотека Пиффетти». Квиринальский дворец, Рим
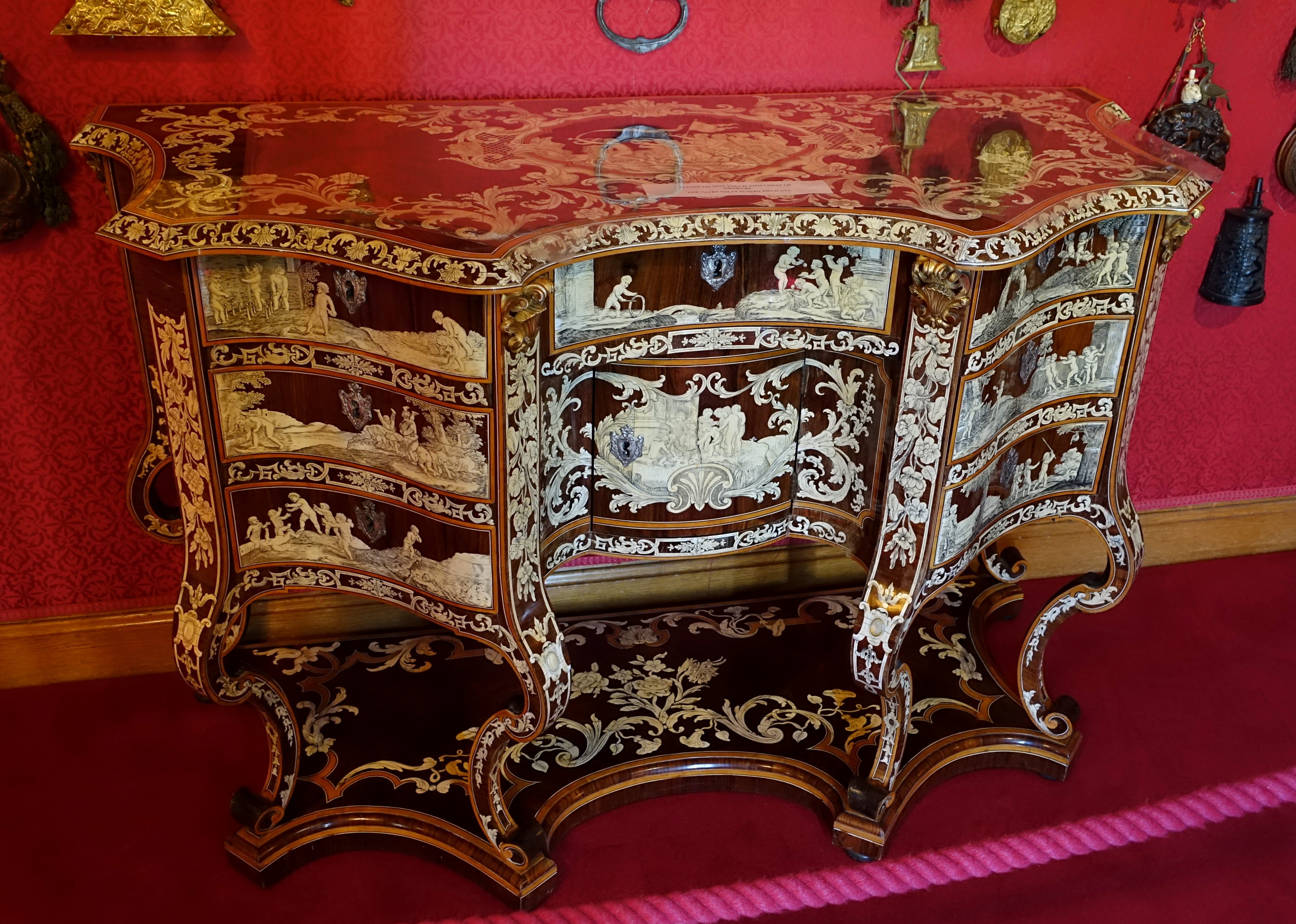
Комод. Между 1735 и 1740. Ваддесдон, Букингемпшир, Англия
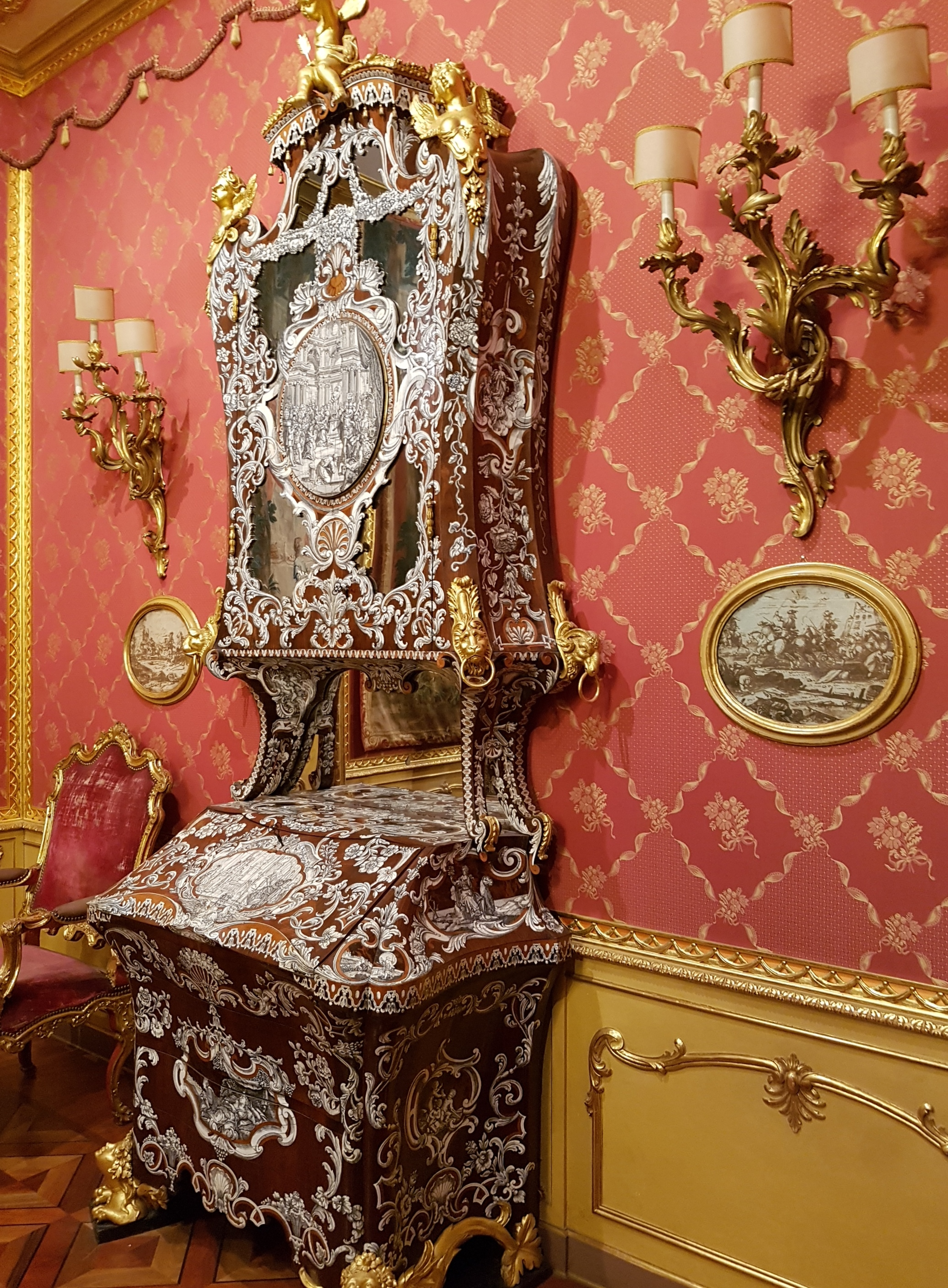
«Двойной корпус». 1738. Музей Аккорси-Ометто, Турин
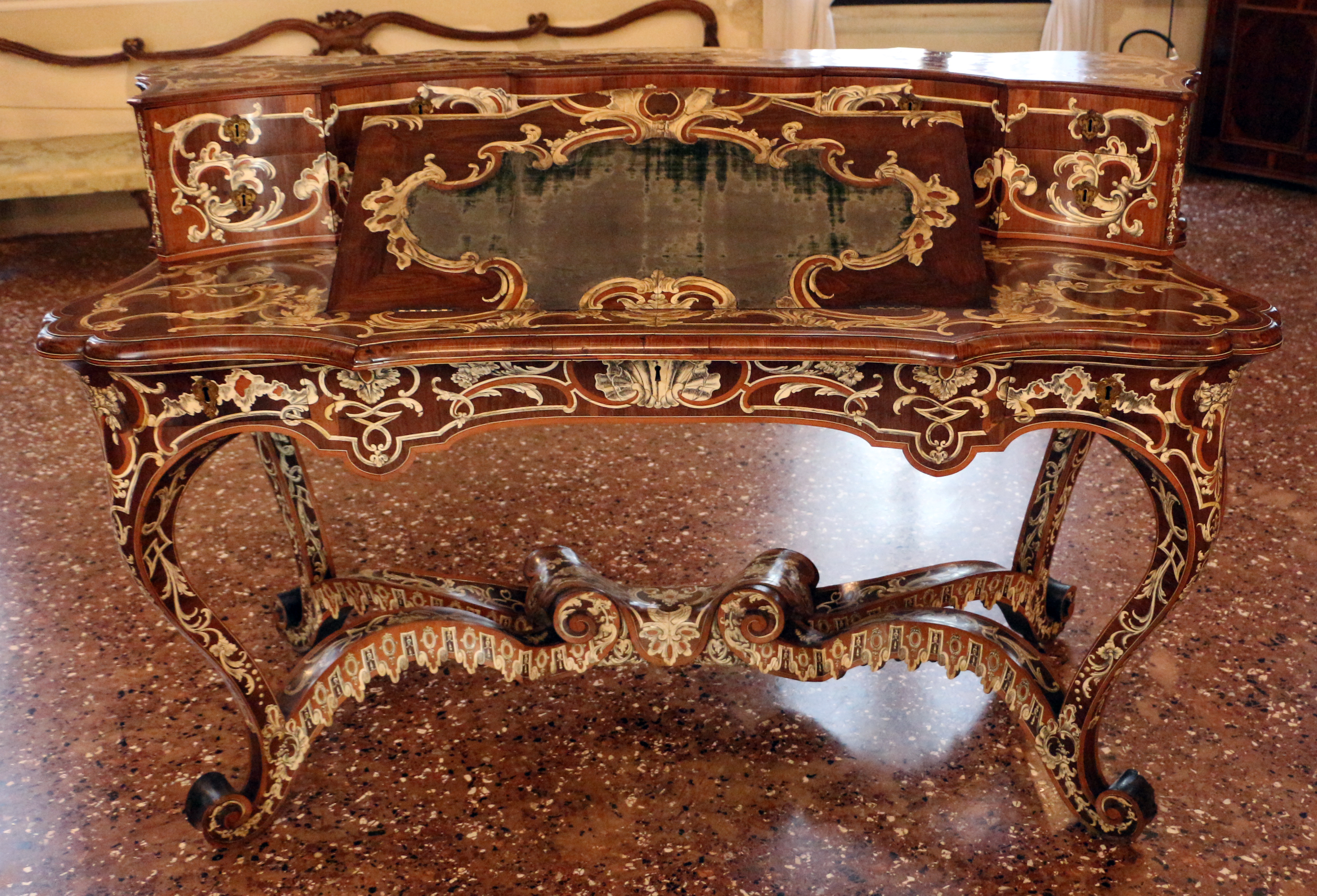
Письменный стол. 1741. Ка-Реццонико, Венеция
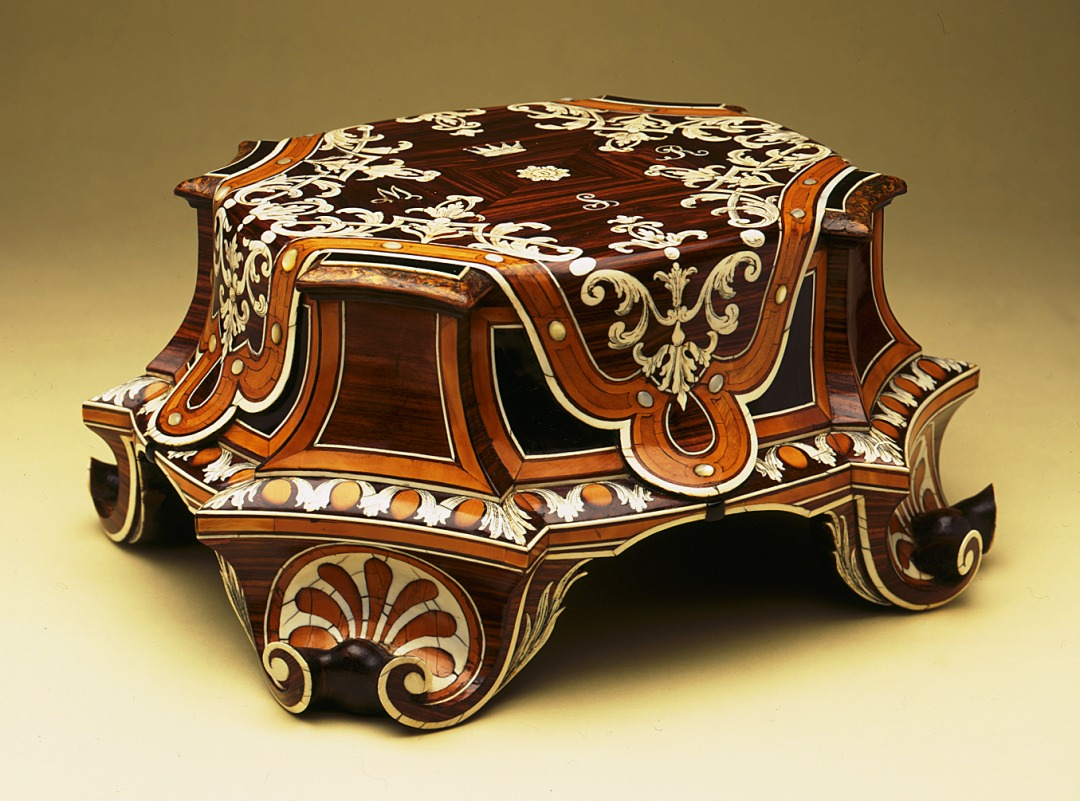
Подставка. Ок. 1740. Музей искусств округа Лос-Анджелес, США